# Bend-skin
El Bend-skin es un tipo de música urbana que se ha popularizado en los últimos años en Camerún. Kouchoum Mbada es el grupo más importante y conocido asociado a este tipo de género musical, aunque muchos artistas han contribuido al crecimiento y popularidad del bend-skin.
Los instrumentos que se utilizan en este tipo de música son tambores y maracas (generalmente hechos a mano), mientras que un solo vocalista canta y rapea.
El bend-skin se desarrolló a partir de 1993, en medio de una gran crisis económica. Aunque está ganando terreno en todas las áreas urbanas de Camerún, es en las provincias occidentales del país donde más se desarrolla y promueve este género musical.
- Datos: Q590662